# Yos Sudarso
Yos Sudarso (en indonesi Pulau Yos Sudarso) és una illa del sud-oest de Nova Guinea, al mar d'Arafura, pertanyent a la província indonèsia de Papua. També es coneix com a Dolok, Dolak i Kimaam; antigament fou coneguda amb el nom de Kolepom i, durant el període colonial neerlandès, com a illa de Frederik Hendrik.
En forma de fulla, l'illa té uns 180 km de llarg per 100 d'ample i una extensió d'11.600 km². Està separada de Nova Guinea per l'estret canal de Muli, i de l'illa de Komoran, al sud-est, pel canal de Buaya. La costa de Yos Sudarso posseeix un dels boscos de manglars més grans del món.
El nom li ve del comandant indonesi Yos Sudarso, mort durant la batalla de la mar d'Arafura el 1962.